# P.B.CH.
P.B.CH., vlastním jménem Petr Chovanec, B v iniciálách znamená Břetislav (* 4. prosince 1964 v Praze), je český baskytarista a zpěvák. Od mládí prošel mnoha hudebními tělesy, v roce 1994 dokonce vydal sólovou desku, jako producent se podílel na albech Anny K a Cirkusu Praha, nyní působí jako baskytarista v kapele Lucie.

## Životopis
Narozen 4. prosince 1964 v Praze-Krči. Pochází z boxerské rodiny, otec Jaroslav byl vyhlášený boxer, otcovi bratři dokonce mistři republiky v boxu. O sport se však nezajímal, tíhl k hudbě. V deseti letech si z parket staví svoji první baskytaru. Později založil svoji první kapelu nazvanou SGS (Shakti Genital System) pod vlivem polských punkových kapel.
Povinnou školní docházku ukončil v roce 1979. Za 1600 Kčs si pořídil první opravdovou baskytaru a přihlásil se na obor elektromechanik. V té době se také jeho rodina přestěhovala do Újezda nad Lesy, kde navštívil zkoušku Pražského výběru a vznikne tak špatným odposlechem písně Nafta nad zlato (později Olda je přítel můj) spojení Not vanasto. To dá později jméno jedné z nejúspěšnějších českých kapel 90. let.
V únoru 1985 odpověděl na inzerát kapely Prášek, která sháněla baskytaristu. Do sestavy byl přijat, poznal zde Roberta Kodyma, s nímž posléze vytvořil dvojici. Kapela několikrát změnila jméno i svoji sestavu, až se ustálila na Lucie se zpěvákem Michalem Penkem. Petr s Robertem po rozpadu původní Lucie účinkují v dalších kapelách, v červenci 1987 se konala první zkouška Lucie číslo 2 v sestavě David Koller, Michal Dvořák, Robert Kodym, P.B.CH., Petr Franc a Tomáš Washinger. Poslední dva jmenovaní řady Lucie později opustili. Koncem roku 1988 pak přišel za Robertem a Petrem s nabídkou natočení několika písní bubeník tehdy nefungujících Plexis Áda Vitáček; vznikly Wanastowi Vjecy.
P.B.CH. je členem Lucie, vyjma let 1994-1998, kdy působil pouze ve Wanastowích Vjecech. V roce 1994 natočil svoji první sólovou desku, na kterou si většinu nástrojů nahrál sám. Rok nato produkoval alba Anny K a Cirkusu Praha. V současnosti[kdy?] pracuje na nové sólové desce. 
Je ženatý a má dceru.

## Osobní diskografie
oficiálně vydané nahrávky
- 1987 Bossanova - SP Na náměstí / Už je to tak
- 1988 Lucie - SP Pár fíglů / To jsem já
- 1989 Lucie - SP Dotknu se ohně / Nech to stát
- 1989 Lucie - SP Troubit na trumpety by se nám líbilo
- 1990 Různí - Epidemie
- 1990 Lucie - Lucie
- 1991 Wanastowi Vjecy - Tak mi to teda nandey
- 1991 Lucie - In the sky
- 1992 Wanastowi Vjecy - Lži, sex a prachy
- 1992 Lucie - Live
- 1993 Wanastowi Vjecy - Divnoalbum
- 1994 P.B.CH. - P.B.CH.
- 1995 Anna K - Amulet (produkce, basa v několika skladbách)
- 1995 Cirkus Praha - Cirkus Praha (produkce)
- 1996 Wanastowi Vjecy - Andělé
- 1997 Wanastowi Vjecy - 333 stříbrnejch stříkaček
- 1999 Lucie - Vše nejlepší 88-[99)
- 2000 Wanastowi Vjecy - Hračky
- 2000 Lucie - Slunečnice
- 2001 Wanastowi Vjecy - Ty nejlepší věci
- 2002 Lucie - Dobrá kočzka, která nemlsá
- 2003 Lucie - V Opeře
- 2006 Wanastowi Vjecy - Torpédo
- 2007 Wanastowi Vjecy - Best of 20 let